# Walter Lampe (Theologe)
Walter Lampe (* 15. November 1942; † 10. September 2023 in Hannover) war ein deutscher lutherischer Theologe. Von 1989 bis 2007 leitete er das Diakonische Werk Stadtverband Hannover und war Diakoniepastor von Hannover.

## Leben
Walter Lampe studierte Evangelische Theologie in Göttingen, Kiel und Hamburg. Nach dem Vikariat in Ronnenberg 1969 bis 1971 wurde er Gemeindepastor in Hannover-Wettbergen. Im Jahr 1980 wurde Lampe Stadtjugendpastor von Hannover. Von 1989 bis 2007 leitete er das Diakonische Werk des Stadtkirchenverbandes Hannover und war Diakoniepastor in Hannover. In seiner Zeit als Diakoniepastor initiierte er zahlreiche Projekte wie die soziale Wohnraumhilfe, die Sozialkaufhaus-Genossenschaft fairKauf, „Hippy“ – ein Integrationsprogramm für Migrantenfamilien oder die Diakoniestiftung „Hilfe für den Nächsten“. Lampe war auch Initiator und bis 2012 Herausgeber der sozialen Straßenzeitung Asphalt in Hannover.
Von 1975 bis 1985 war Lampe Lehrbeauftragter für Theologie, Jugendarbeit und Diakonie an der Evangelischen Fachhochschule Hannover.
Er verstarb am 10. September 2023 im Alter von 80 Jahren nach langjähriger Erkrankung an Parkinson und hinterließ Ehefrau und zwei Kinder.

## Auszeichnungen
- Stadtplakette Hannover [5]

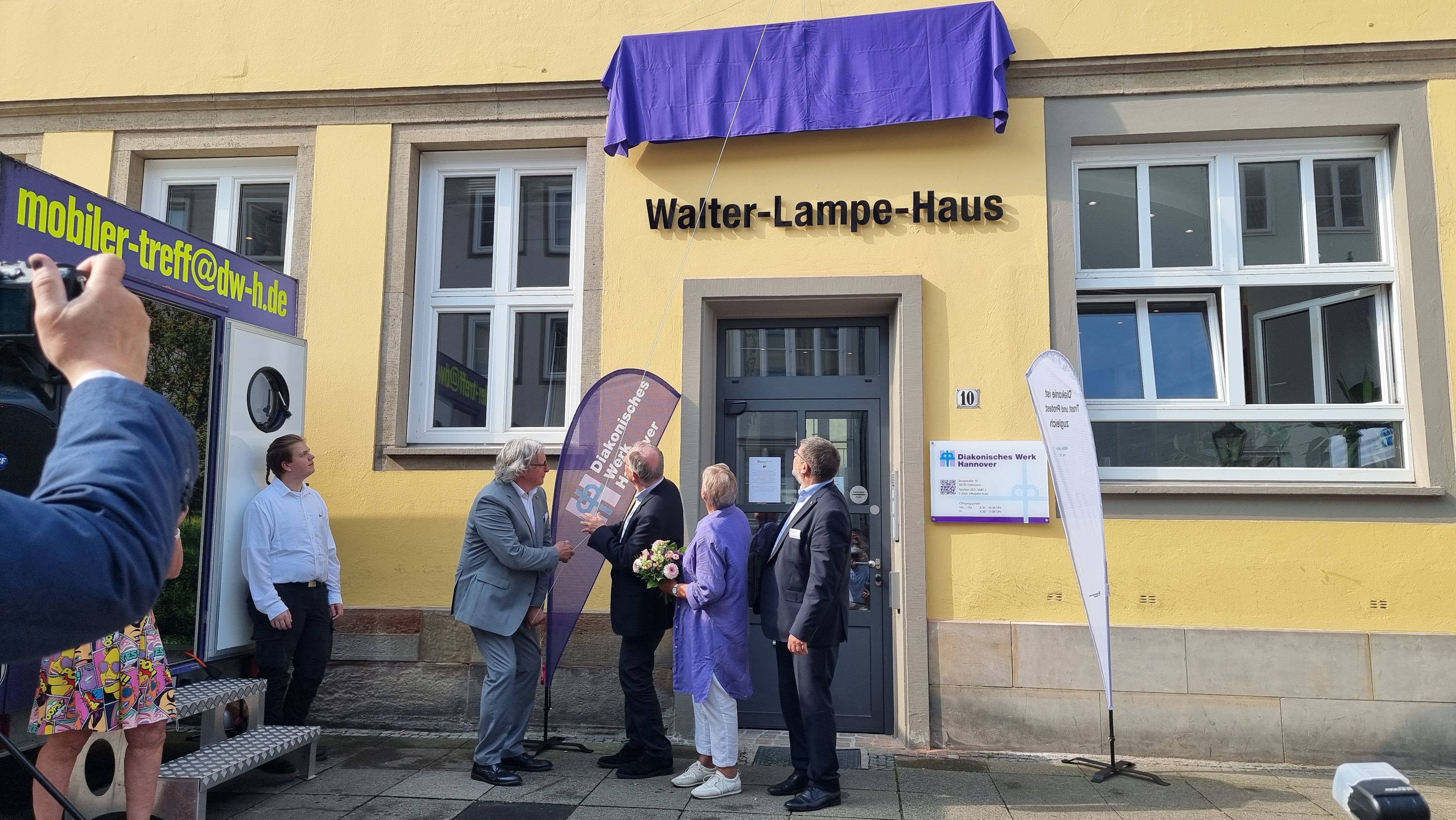
Feierliche Benennung des Walter-Lampe-Hauses in der Burgstraße 8–10 Anfang September 2024

- 2002: Niedersächsisches Verdienstkreuz (am Bande)[6]
- 2007: Bundesverdienstkreuz am Bande [5][4]
- 2007: Uhlhorn-Plakette
- 2024: Am 4. September 2024 wurde das vormalige Haus der Diakonie in der Burgstraße 8–10 in Hannover feierlich in Walter-Lampe-Haus umbenannt.[7]

## Schriften
- Lieber lebendig als normal. Wozu evangelische Jugendarbeit? Lutherhaus-Verlag, Hannover 1985, ISBN 3-87502-261-0.
- als Herausgeber: Diakonie in der veränderten Gesellschaft: einmischen, helfen, gestalten. Sozialwissenschaftliche Studiengesellschaft, Hemmingen 1997, ISBN 3-928488-10-4.
- als Herausgeber: FairKauf. Das soziale Kaufhaus in Hannover. MediaLIT, Hannover 2009, ISBN 978-3-9813093-1-7.